# Parco Caricyno

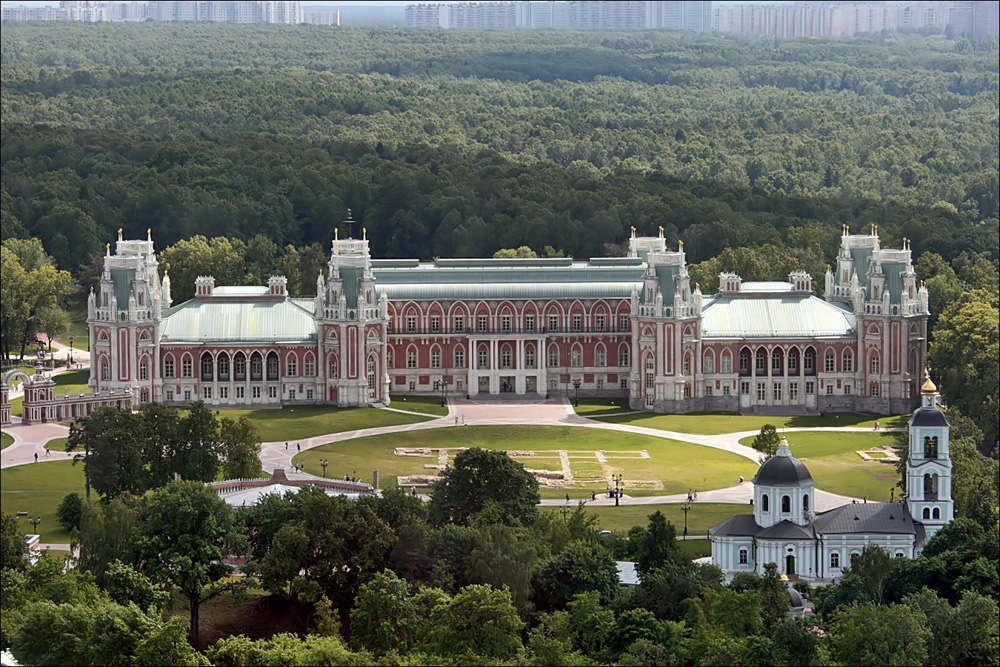
Il palazzo principale del parco.

Il parco Caricyno o Tsaritsyno (in russo Царицыно?), si trova a Mosca, e risale alla fine del XVI secolo. Comprende l'omonimo museo fondato nel 1984.

## Storia
Conosciuta fin dalla fine del XVI secolo, il parco era inizialmente di proprietà della zarina Irina, sorella dello zar Boris Godunov. All'epoca era chiamato  Bogorodskoe. Nel XVII secolo la proprietà passò alla famiglia Strešnev e quindi dei principi Golicyn. Ricevette il nome corrente, il cui significato è "della zarina", nel 1775, quando venne acquistato dall'imperatrice Caterina II di Russia. Tra il 1775 e il 1786 l'architetto Vasilij Ivanovič Baženov costruì, su incarico della Zarina, un nuovo palazzo, ma nel 1786 ne ordinò la parziale demolizione. L'architetto Matvej Kazakov lavorò alla costruzione fino al 1797, ma il palazzo rimase incompleto. Attualmente ospita un museo di architettura, un parco con una vicina foresta un museo d'arte, il Birjul'ovo dendropark e una cascata.
Il palazzo venne costruito, anche se rimase incompleto, in stile neogotico, secondo i progetti di Baženov e Kazakov, l'unica architettura neogotica del XVIII secolo presente sul territorio russo. 

Nel parco, intorno al palazzo sono presenti diversi padiglioni, pergolati, boschetti, grotte artificiali, ponti decorativi e una chiesa russa ortodossa, così come un centro ricreativo moderno e con un ristorante alla moda. Per un lungo tempo il palazzo rimase abbandonato e usato dagli alpinisti per addestrarsi. Recentemente molti edifici sono stati completati con l'aggiunta di tetti, muri e decorazioni interne e il loro aspetto storico è stato modificato. Alcuni inoltre ospitano il museo russo del folklore e dell'arte applicata. L'atrio della “Bread House” è usato per concerti di musicisti russi. Secondo alcuni il palazzo verrà ricostruito quando ci sarà un nuovo sovrano. Il terreno del parco include un gruppo di tumuli appartenenti alla tribù slavica orientale degli Vjatiči risalenti all'XI - XIII secolo.